# Chim Trắng
Chim Trắng (tên khai sinh là Hồ Văn Ba;1938 - 2011) là nhà thơ Việt Nam, được tặng Giải thưởng Nhà nước về Văn học Nghệ thuật năm 2012.

## Tiểu sử
Chim Trắng, tên khai sinh là Hồ Văn Ba (theo họ mẹ), sinh ngày 18 tháng 5 năm 1938 tại xã Tam Phước, huyện Châu Thành, tỉnh Bến Tre.
Từ ngày còn học phổ thông ở Sài Gòn, khi mới hơn 17 tuổi Chim Trắng đã tham gia cách mạng trong phong trào Bảo vệ hòa bình của luật sư Nguyễn Hữu Thọ và từng bị chính quyền Ngô Đình Diệm bắt giam giữ hai lần ở Mỹ Tho và Sài Gòn. Năm 1961 ông lên chiến khu, làm công tác thanh niên ở Bến Tre, làm báo, sáng tác thơ ở Tiểu ban Văn nghệ thuộc Trung ương Cục miền Nam.
Sau năm 1975, ông công tác tại thành phố Hồ Chí Minh, có hơn 10 năm đảm nhiệm chức vụ Tổng biên tập báo Văn nghệ Thành phố Hồ Chí Minh và giữ một số cương vị: Phó Chủ tịch Hội Nhà văn thành phố Hồ Chí Minh, Phó Chủ tịch Hội đồng Thơ thuộc Hội Nhà văn Việt Nam.
Sau khi nghỉ hưu (năm 2006) ông về sinh sống tại Bình Dương.
Ông là đảng viên Đảng Cộng sản Việt Nam; hội viên Hội Nhà văn Việt Nam từ năm 1976.
Ông mất ngày 28 tháng 9 năm 2011 tại Bình Dương vì bệnh ung thư gan.

## Sự nghiệp
Chim Trắng là tác giả của nhiều tập thơ in đậm dấu ấn của văn hóa Nam Bộ và dấu ấn của những năm tháng đánh giặc, cứu nước.
Đến nay, ông đã xuất bản 15 tập thơ, trong đó có các tập thơ chính: Có đâu như ở miền Nam (1968 - in chung với Lê Anh Xuân, Viễn Phương), Tên em rực rỡ vô cùng (1971), Đồng bằng tình yêu (1973), Một góc quê hương (1974), Những ngả đường (1980), Thơ Chim Trắng - Cỏ gai (1998), Hát lời cỏ hát (1999), Nhân có chim sẻ về (2006), Cỏ khóc dưới chân tôi (2008)…
| “                                                                                     | Đọc thơ anh, tôi cứ giật mình như đã thấy cảnh ấy, đã nghe mùi vị ấy ở đâu đây. Nhưng cái đậm nét ở đây là những năm chiến tranh chống Mỹ ở vùng địch hậu châu thổ đồng bằng Nam Bộ. Phải là người trong cuộc, có chiến đấu, rất yêu thương, gắn bó với mảnh đất quê hương mới có những dòng thơ tha thiết như thế. | ” |
| — nhà thơ Tế Hanh - người được Giải thưởng Hồ Chí Minh về Văn học Nghệ thuật năm 1996 | |   |

Ông đã phát hiện đỡ đầu nhiều nhà văn, nhà thơ trẻ ở Thành phố Hồ Chí Minh, như Huỳnh Như Phương, Phạm Sỹ Sáu, Nguyễn Nhật Ánh, Bùi Chí Vinh, Lê Thị Kim, Ðỗ Trung Quân, Lý Lan, Phạm Thị Ngọc Liên, Trần Hữu Dũng, Nguyễn Thái Dương, Hồ Thi Ca, Ðoàn Vị Thượng, Lê Minh Quốc, Trương Nam Hương, Lê Tú Lệ, Lưu Thị Lương, Thanh Nguyên, Vũ Trọng Quang, Võ Phi Hùng, Lâm Xuân Thi...
Ông đã giành được một số giải thưởng về văn học: Giải thưởng loại A do Hội Nhà văn Việt Nam trao năm 1981 cho tập thơ Những ngả đường; Giải thưởng Văn học nghệ thuật Nguyễn Đình Chiểu của tỉnh Bến Tre lần thứ nhất, năm 2010.
Năm 2012, ông được truy tặng Giải thưởng Nhà nước về Văn học Nghệ thuật với cụm tác phẩm: Nhân có chim sẻ về (tập thơ); Những ngả đường (tập thơ).

## Tác phẩm chính
- Có đâu như ở miền Nam (in chung với Lê Anh Xuân, Viễn Phương NXB Thanh niên 1968)
- Tên em rực rỡ vô cùng (NXB Văn nghệ Giải phóng Hà Nội, 1971)
- Đồng bằng tình yêu (Hội Văn nghệ Giải phóng miền Nam Việt Nam, 1973)
- Một góc quê hương (NXB Văn nghệ Giải phóng Hà Nội, 1974)
- Những ngả đường (NXB Văn nghệ, 1980)
- Dấu vết nhỏ nhoi (NXB Văn nghệ, 1984)
- Khi tình yêu lên tiếng (NXB Mũi Cà Mau, 1987)
- Có một mùa thu (NXB Văn nghệ, 1990)
- Thơ Chim Trắng - Cỏ gai (NXB Trẻ, 1998)
- Hát lời cỏ hát (NXB Hội Nhà văn, 1999)
- Nhân có chim sẻ về (NXB Trẻ, 2006)
- Cỏ khóc dưới chân tôi (NXB Hội Nhà văn, 2008)
- Lời chào ngọn gió (NXB Văn hóa Văn nghệ, 2012)

Nguồn:

## Vinh danh
- Giải thưởng Nhà nước về Văn học Nghệ thuật năm 2012.

### Giải thưởng văn học
- Giải thưởng loại A do Hội Nhà văn Việt Nam trao năm 1981.
- Giải thưởng Văn học nghệ thuật Nguyễn Đình Chiểu (tỉnh Bến Tre) lần thứ nhất, năm 2010.